# Johannes Zeltner

Johannes Zeltner

Johannes Zeltner (* 12. April 1805 in Eschenbach; † 1. Juni 1882 in Nürnberg) war Ehrenbürger von Wittenberg, Fabrikant und Unternehmer in Nürnberg.

## Leben
Johannes Zeltner war ein Sohn des Hopfenhändlers und Landwirts Johann Zeltner. Nach dem Schulbesuch in Hersbruck stieg er 1823 in das Hopfengeschäft seines Vaters ein. Sein eigenständiges unternehmerisches Engagement begann er 1830 in Nürnberg mit der Eröffnung eines Hopfen- und Weinhandels. Im selben Jahr heiratete er seine erste Frau Johanna Sybilla Amberger (* 1802). Auf seiner Hochzeitsreise besuchte er unter anderem die Stadt Wittenberg und bezog Quartier im Hotel „Goldene Weintraube“. Während seines Aufenthaltes erkrankte seine Frau und verstarb am 13. September 1830 im Alter von 28 Jahren. Im doppelten Sarg wurde die Leiche nach Nürnberg überführt und dort beigesetzt. Zeltner war von diesem Schicksalsschlag sehr getroffen und hinterlegte bei Diakonus Seiler ein Kapital von 350 Reichstalern, was damals den Wert von 1000 Goldmark darstellte. Von den Zinsen sollten jährlich drei Konfirmandinnen aus Wittenberg, die arm und würdig waren, Konfirmandenkleider bekommen. 1847 erhielt er als Dank für seine Stiftung den Ehrenbürgerbrief der Stadt Wittenberg. Im März 1874 kam Zeltner abermals nach Wittenberg und erhöhte das Kapital seiner Stiftung um 900 Reichstaler. Sein Erbe schenkte der Stiftung in der Stadt Wittenberg weitere 1000 Goldmark. 1833 heiratete er abermals, dieses Mal Johanna Maria Katharina Scharrer (1815–57), die Tochter von Johannes Scharrer, mit der er sechs Kinder bekam.

## Unternehmer

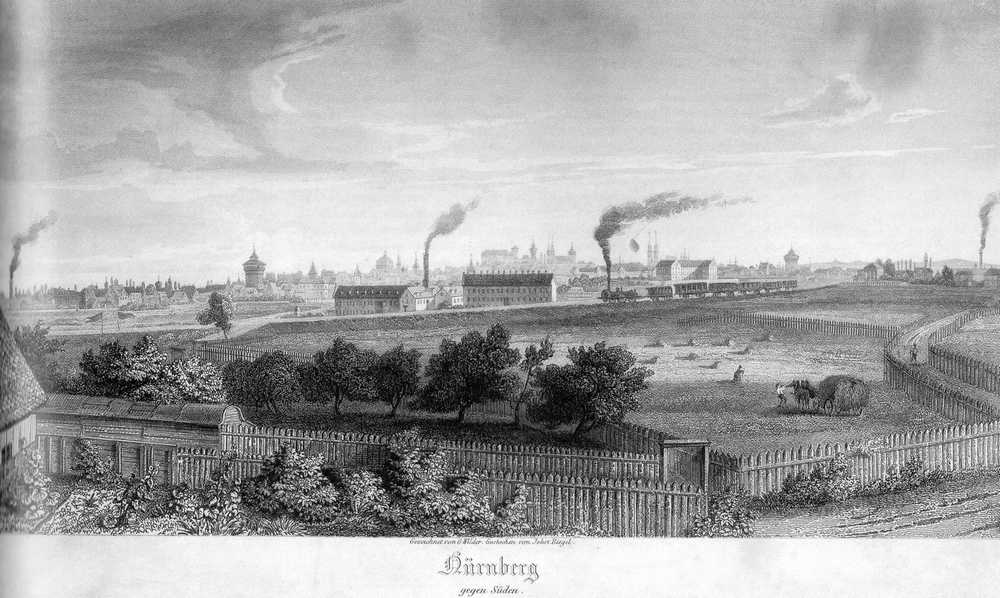
Die Ultramarinfabrik in Bildmitte hinter der Ludwig-Süd-Nord-Bahn nach Bamberg und vor dem Altstadtpanorama. Radierung von Georg Christoph Wilder 1845

1836 unterstützte Zeltner seinen Bruder Johann Georg Zeltner (1807–86) bei der Gründung der Zeltner Brauerei Nürnberg. Dazu erwarb er die Keppendörfsche Brauerei in der Schlotfegergasse. Im selben Jahr begann er aus unternehmerischen Interesse, das von Thomas Leykauf (1815–1871) und Friedrich Wilhelm Heyne (1804–85) entwickelte Verfahren zur Erzeugung von Ultramarin zu fördern. 1838 errichtete er an der heutigen Zeltnerstraße die erste Ultramarinfabrik in Bayern. 1859 erwarb er die Kammgarnspinnerei in Nürnberg und sicherte damit deren Fortbestehen. 1840 beteiligte er sich an der Hüttensteinacher Eisenwerksgesellschaft in Nürnberg und übernahm 1852 die Hakenfabrik Oertle & Hertlein.
Trotz seines unternehmerischen Engagements bewies Zeltner mit der Gründung und finanziellen Fundierung einer Kranken- und Beerdigungskasse 1839 seine Aufgeschlossenheit gegenüber den sozialen Belangen seiner Arbeitnehmer. Er stiftete namhafte Summen für Kirchen und soziale Einrichtungen, zum Beispiel für die Herberge zur Heimat, Nadlersgasse 10 (heute: Dr.-Kurt-Schumacher-Straße), die er 1872 für arme Handwerker gründete.
Sein Engagement im politischen und kulturellen Bereich zeigte sich als Mitglied im Gemeindekollegium von 1845–1848. Als Liberaler vertrat er vom 11. Dezember 1848 bis zum 24. Mai 1849 den Wahlkreis Fürth im Paulskirchenparlament. 1846 wurde er Mitglied der Handelskammer in Nürnberg, 1836 ihr zweiter Direktor und stand 1851–1855 als erster Direktor dem Industrie- und Kulturverein Nürnberg vor. 1858 wurde er Direktor der Aktiengesellschaft zur Unterstützung des Germanischen Nationalmuseums und seit 1872 saß er in dessen Verwaltungsrat. 1859 trat er der Nürnberger Freimaurerloge Zu den drei Pfeilen im Orient Nürnberg bei.

## Zeltnerschloss

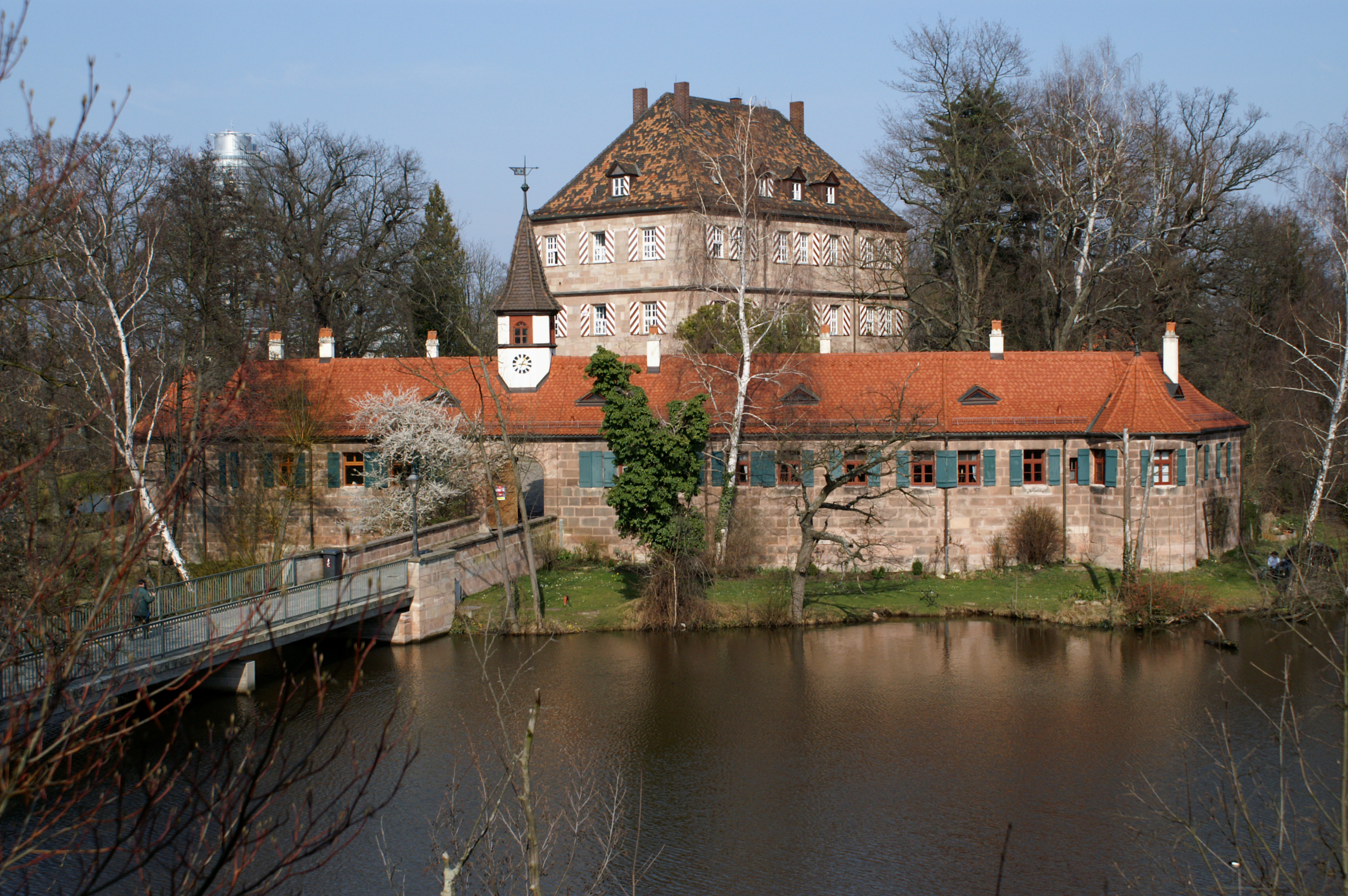
Das Zeltnerschloss

1845 erwarb er den durch eine Hochwasserkatastrophe beschädigten Herrensitz Gleißhammerstraße 4 und baute ihn um. Zu Zeltners Ehren erhielt er den Namen Zeltnerschloss. 1920 erwarb die Reichsbahn den schon 1569 errichteten Sitz, der 1943 ausbrannte. Das 1955 wieder aufgebaute Schloss ist seit 1981 im Besitz der Stadt Nürnberg, die darin einen Kulturladen einrichtete. Heute zählt das auf einer Insel gelegene Schloss zu den reizvollsten Herrensitzen Nürnbergs.
1866 wurde Zeltner Besitzer des Rittergutes Obersteinbach im Landkreis Neustadt/Aisch.
Zeltner erlitt 1878 einen Schlaganfall, in dessen Folge er an Armen und Beinen gelähmt blieb. 1882 verstarb er in Nürnberg. Als typische Unternehmerpersönlichkeit des 19. Jahrhunderts zählt Zeltner zu den Spitzenvertretern der Nürnberger Industrie. Er wurde durch eine Straßenbenennung in Tafelhof geehrt.

## Erstes deutsches Reichspatent

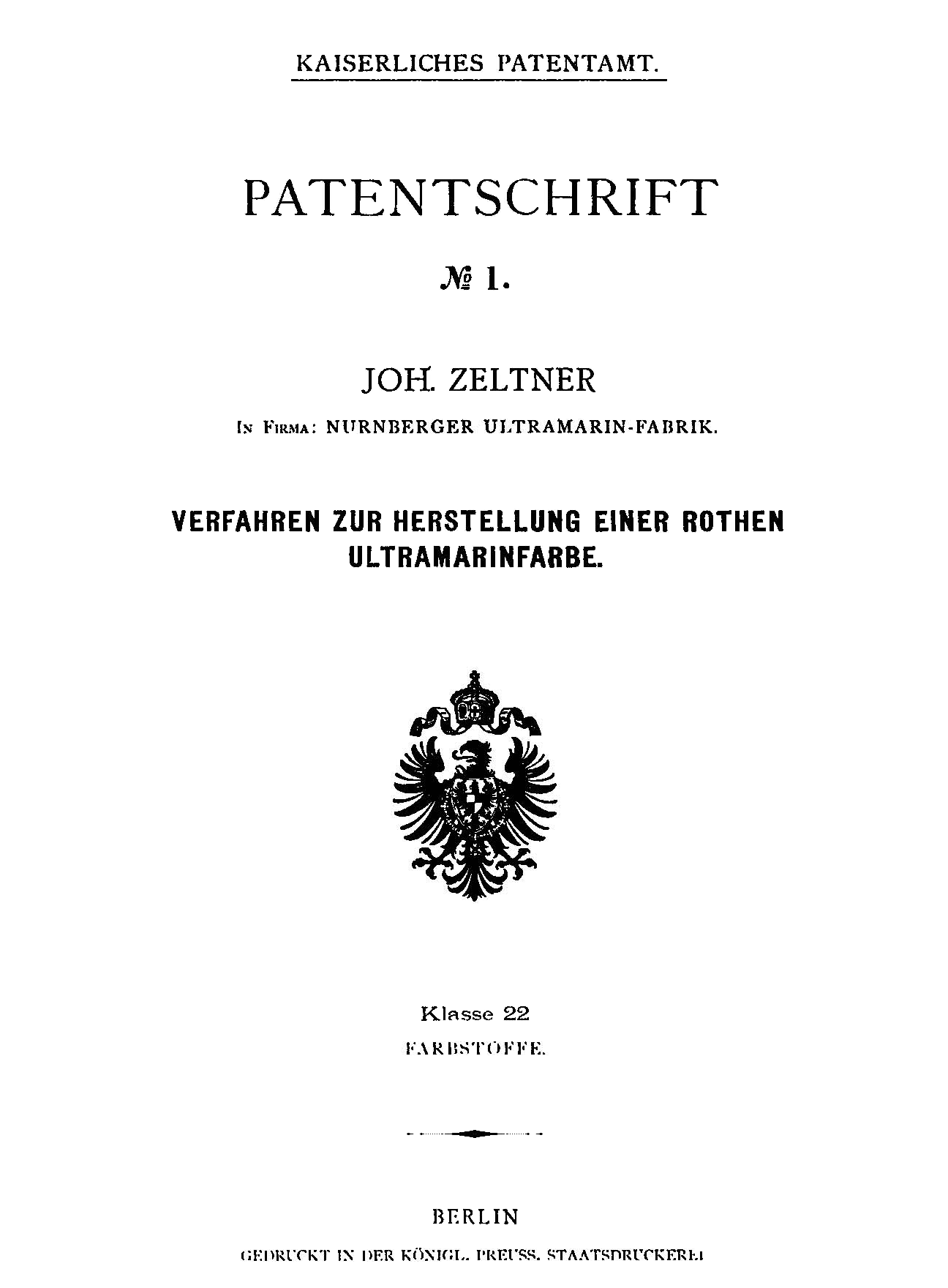
Deckblatt von Zeltners Patent

Am 1. Juli 1877 trat das erste Reichspatentgesetz in Kraft, nachdem wichtige deutsche Erfindungen notgedrungen zunehmend im Ausland angemeldet worden waren. Am 1. Juli wurde das von Johannes Zeltner eingereichte Patent für ein „Verfahren zur Herstellung einer rothen Ultramarinfarbe“ mit der Nummer D.R.P. 1 registriert. Das Patent wurde ihm am 27. November 1877 erteilt, als Einreichungsdatum galt Montag, der 2. Juli.

## Kulturelles
Am 18. November 1859 wurde er Mitglied Nummer 509 des Pegnesischen Blumenordens.